# برگه گوجه‌فرنگی

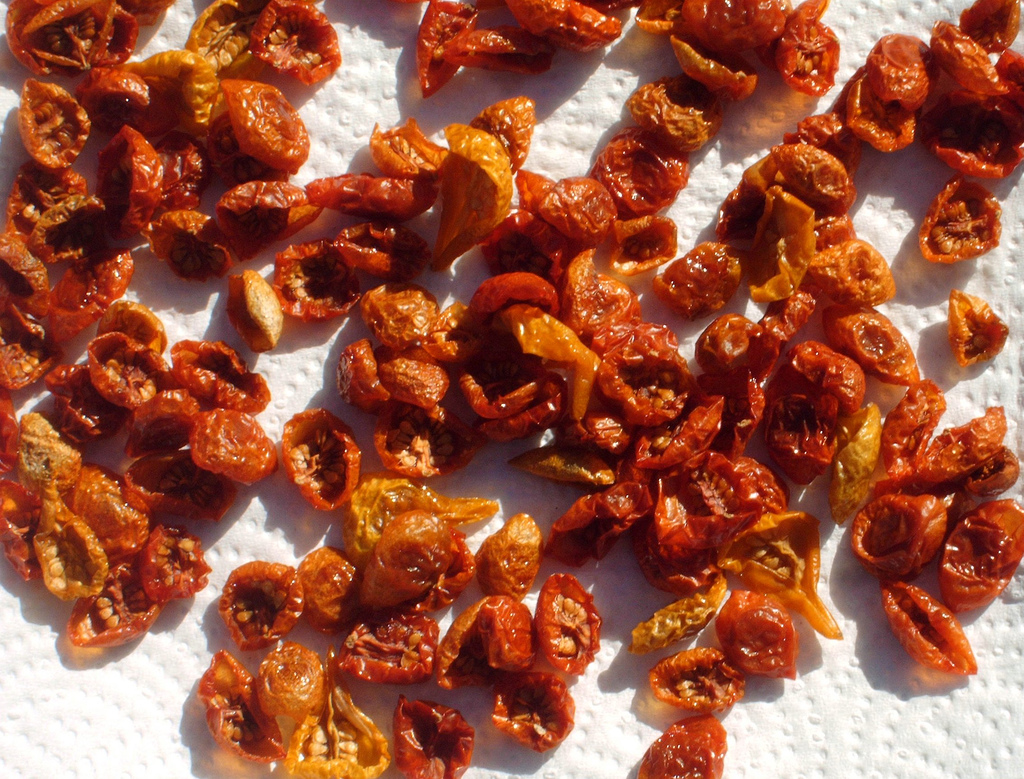
گوجه فرنگی آفتابی

برگه گوجه فرنگی یا گوجه خشک شده در آفتاب (انگلیسی: Sun-dried tomato)، گوجه فرنگی‌هایی هستند که پس از رسیده شدن، بخش بسیار زیادی از آبشان را زیر نور خورشید و آفتاب از دست داده‌اند و خشک شده‌اند.
آنها معمولاً قبل از اینکه زیر آفتاب قرار داده شوند به دی‌اکسید گوگرد یا نمک آغشته می‌گردند تا کیفیت بهتری پیدا کنند. به‌طور معمول ۴ تا ۱۰ روز فرایند خشک شدن آنها زیر آفتاب به طول می‌انجامد. در فرایند خشک شدن، گوجه فرنگی‌های گیلاسی ۸۸ درصد و گوجه فرنگی‌های معمولی تا ۹۳ درصد از وزن خود را از دست می‌دهند. نتایج نشان می‌دهد هر کیلو گوجه فرنگی آفتابی از ۸ تا ۱۴ کیلو گوجه فرنگی به‌دست می‌آید. محصول نهایی بین ۲ تا ۶ درصد نمک دارد و سهم به سزایی از مصارف روزانه را شامل می‌شود. این نوع گوجه فرنگی خشک شده در دستورهای پخت مختلف با اشکال و رنگ‌های مختلف استفاده می‌شود.